# Rogoglavica
Rogoglavica (lat. Ceratocephala, ponegdje Ceratocephalus), naziv je roda u porodici žabnjakovki (Ranunculaceae). U Hrvatskoj su zabilježene dvije nedovoljno poznate vrste, to su rogoglavica srpasta (Ceratocephala falcata,  Ceratocephalus falcatus) i rogoglavica pravcasti (Ceratocephala testiculata, Ceratocephalus testiculatus)
Rod Ceratocephala opisao je Moench.

## Vrste
1. Ceratocephala falcata (L.) Pers.
2. Ceratocephala orthoceras DC.
3. Ceratocephala pungens P. J. Garnock-Jones
4. Ceratocephala testiculata (Crantz) Besser

## Vanjske poveznice
|  | Zajednički poslužitelj ima još gradiva o temi Ceratocephala |
|  | Wikivrste imaju podatke o taksonu Ceratocephala             |